# Кімната смерті
«Кімната смерті» (англ. The Killing Room) — американський фільм 2009 року.

## Сюжет
Четверо осіб підписуються пройти через психологічне дослідження. Як же їм було дізнатися, що вони тепер об'єкти жорстокої урядової програми.